# Чечевиця сибірська

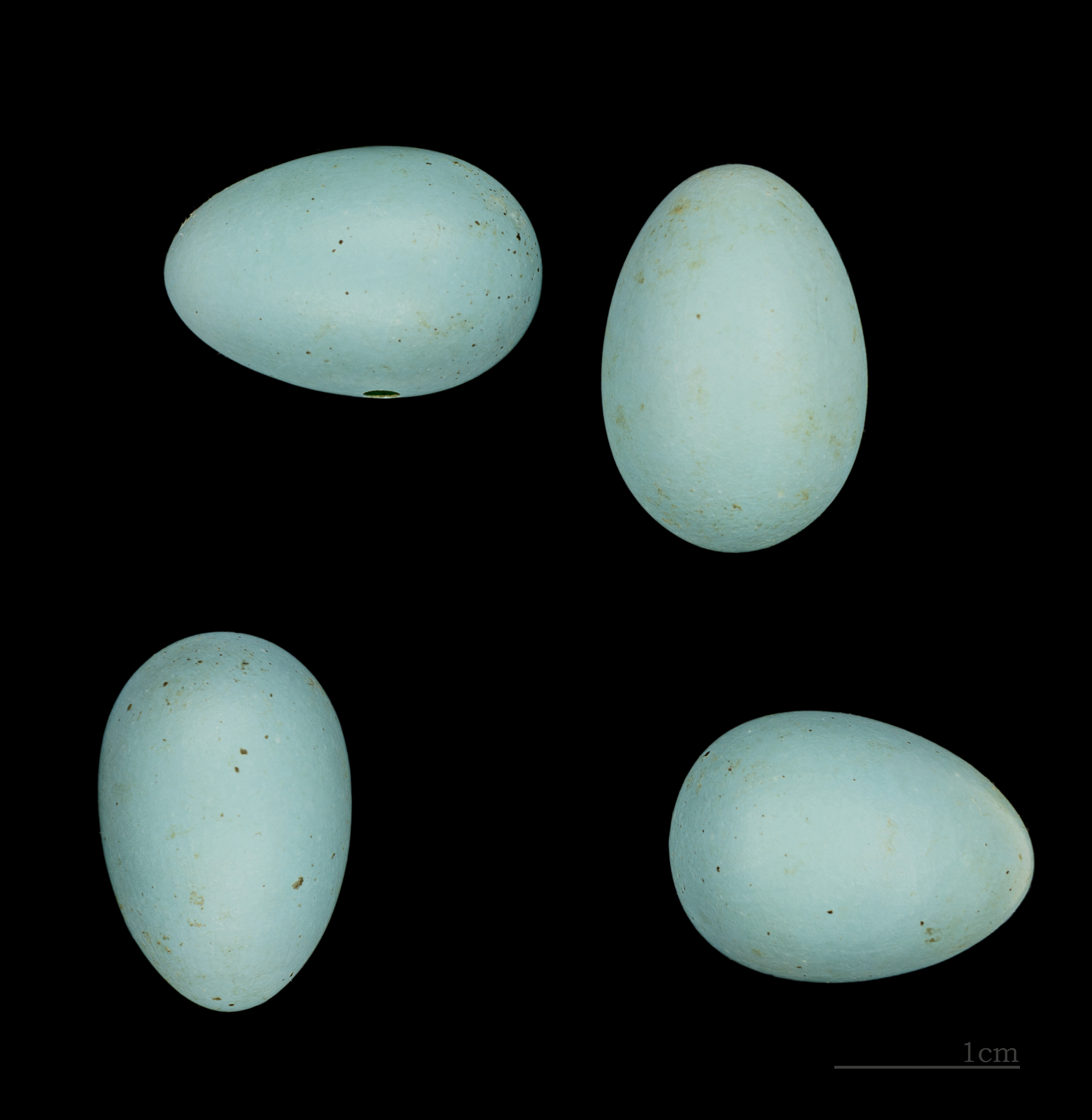
Carpodacus roseus

Чечевиця сибірська (Carpodacus roseus) — птах з родини в'юркових.

## Зовнішній вигляд
Завбільшки з горобця. Самець малиново-рожевий з бурою спиною і крилами. На крилі біла смуга. Самка і молоді птахи червонувато-сірі з білим черевцем та червоним надхвістям.

## Поширення
Зустрічається в горах Центрального та Східного Сибіру. В Україні рідкісний залітний птах.

## Спосіб життя
Гніздиться в гірській тайзі, часто біля верхньої межі лісу. Всюди зустрічається рідше, ніж чечевиця звичайна. На відміну від неї, чечевиця сибірська  — птах осілий або кочуючий, під час кочівель часто спускається в передгір'я.